# Luciano Gariboldi
Luciano Gariboldi (Milano, 18 agosto 1927 – Brembilla, 18 febbraio 1988) è stato un calciatore e allenatore di calcio italiano, di ruolo difensore.

## Carriera

Figurina del calciatore con la maglia dell'Atalanta

Difensore dotato di prestante fisico e di grande potenza, cresce tra le file dello Stradella, dove viene "pescato" dall'Inter che lo fa esordire in Serie A a nemmeno vent'anni. A Milano disputa tre campionati, al termine dei quali passa all'Atalanta. Con i neroazzurri di Bergamo milita per quattro stagioni, tutte nel massimo campionato, diventando un punto fermo della difesa.
Passa quindi al Verona, in Serie B, e poi al Bari, dove resta per cinque stagioni ottenendo anche una promozione nel massimo campionato. Dopo una stagione alla Reggiana (serie B) decide di concludere la carriera in serie D nello SNIA Varedo.
Al termine della carriera si trasferì a Brembilla, dove aprì una macelleria alternando al lavoro il ruolo di allenatore, dirigente ed accompagnatore della Brembillese sino alla scomparsa.